# Sheebah Karungi
Sheebah Karungi (sinh ngày 11 tháng 11 năm 1989) là một nghệ sĩ thu âm, vũ công và nữ diễn viên người Uganda, ra mắt sự nghiệp diễn xuất của mình trong Queen of Katwe trong vai Shakira. Sau khi rời khỏi Obsession, một nhóm nhảy mà cô tham gia vào năm 2006, cô đã vươn lên nhận ra khi phát hành đĩa đơn hit có tên "Ice Cream". Vào năm 2014, cô đã phát hành dự án đầu tay Ice Cream, EP năm ca khúc đã làm tốt về mặt thương mại và hơn nữa đã giúp cô giành giải Nữ nghệ sĩ xuất sắc nhất HiPipo Music Awards năm 2015, 2016, 2017 và 2018. Cô cũng đã giành chiến thắng giải thưởng Nghệ sĩ của năm hai lần, vào năm 2017 và 2018, tại Giải thưởng âm nhạc HiPipo.

## Cuộc đời và sự nghiệp
Sheebah Karungi có mẹ là một người mẹ đơn thân ở Kawempe, một bộ phận của Kampala, thủ đô của Uganda. Sau khi hoàn thành chương trình giáo dục cơ bản tại Trường tiểu học Hồi giáo Kawempe, cô đã bỏ học ở trường cấp hai khi còn là học sinh của trường trung học Midland, Kawempe. Năm 15 tuổi, cô bắt đầu nhảy vì tiền sau khi cô tham gia một nhóm nhảy tên là Stingers trước khi cô rời nhóm cho nhóm nhạc Obsession vào năm 2006. Tại Obsession, cô đã có hứng thú với âm nhạc, thu âm hai bài hát trước khi rời nhóm để theo đuổi sự nghiệp âm nhạc.
Năm 2010, cô phát hành "Kunyenyenza", đĩa đơn chính thức đầu tiên của cô, được sản xuất bởi Washington với văn bản tín dụng từ Cindy. Cô tiếp tục phát hành một bài hát khác có tên "Bulikyekola", với giọng hát từ KS Alpha và sau đó là "Baliwa" kết hợp với Coco Finger. Cho đến khi cô phát hành "Automatic", một bài hát được viết bởi Sizzaman, sự nghiệp solo của cô đã trải qua một bước ngoặt lớn. Sau thành công của "Automatic", cô lại hợp tác với Sizzaman để phát hành "Ice Cream" để phát sóng lớn và đánh giá tích cực trước khi cô tiếp tục phát hành một bản hit khác, "Twesana".
Vào năm 2014, cô đã phát hành dự án âm nhạc đầu tiên của mình, Ice Cream, một EP gồm năm bài hát bao gồm các đĩa đơn đình đám bao gồm "Ice Cream" và "Jordan". EP đã được đón nhận và giúp cô giành giải Nữ nghệ sĩ xuất sắc nhất của mình tại Giải thưởng âm nhạc HiPipo 2014 và 2015.